# Пфицер, Густав
Густав Пфицер (29 июля 1807, Штутгарт — 19 июля 1890, там же) — германский лирический поэт (представитель «швабской школы») и литературный критик, переводчик, редактор, брат Пауля Пфицера.

## Биография
Густав Пфицер родился в семье юриста. Окончил штутгартскую гимназию, затем поступил в богословскую семинарию в Блаубойрене. С 1825 по 1830 год в Тюбингенском университете изучал богословие и философию, после окончания университета работал в этом же городе репетитором, с 1846 года стал профессором словесности в местной гимназии и работал им до 1872 года. В 1849 году избирался в вюртембергский парламент.
Первое собрание его стихотворений вышло в 1831 году, второе — в 1835 году. Затем написал «Martin Luthers Leben» (Штутгарт, 1836), «Dichtungen epischer und episch-lyrischer Gattung» (там же, 1840; там же была помещена его большая поэма «Die Tatarenschlacht»), поэму «Der Welsche und der Deutsche Aeneas Silvius Piccolomini und Georg von Heimburg» (ib., 1844), «Geschichte Alexanders des Gr. für die Jugend» (ib., 1846), «Geschichte der Griechen für die reifere Jugend» (ib., 1847), «Uhland und Rücken» (Штутгарт, 1837).
За разбор сочинений Гейне, помещённый Пфицером в «Deutsche Viertelsjahrsschrift», Гейне отомстил ему в своём «Schwabenspiegel» (также мог быть прототипом поэта, превращенного в мопса, в поэме "Атта Троль"). От других поэтов швабской школы Пфицер отличался, главным образом, рефлективным характером своих произведений. В политическом отношении примыкал к взглядам своего брата. Напечатал анонимно «Rätsel aus dem Deutschen Reich» (Берлин, 1876). С 1838 года был редактором «Morgenblatt».
С 1835 по 1839 год перевёл на немецкий язык множество произведений Джорджа Гордона Байорна, в 1840-х годах переводил Джеймса Фенимора Купера и затем Эдуарда Бульвер-Литтона.